# دیوان عدالت کشورهای انجمن تجارت آزاد اروپا
دیوان عدالت کشورهای انجمن تجارت آزاد اروپا (که بیشتر به عنوان دادگاه EFTA شناخته می‌شود) یک دادگاه فراملی است که مسئول سه عضو ایسلند، لیختن اشتاین و نروژ است.
به عنوان اعضای EEA، این سه کشور به بازار واحد اروپا اتحادیه اروپا دسترسی دارند. در نتیجه، آنها تابع تعدادی از قوانین اروپایی هستند. اجرای این قوانین معمولاً توسط دیوان دادگستری اروپا (ECJ) انجام می‌شود، اما در اعطای اختیارات به نهادهای اتحادیه نسبت به غیر اعضا دشواری قانونی وجود داشت، بنابراین دادگاه EFTA برای ایجاد این نقش به جای ECJ تنظیم شده‌است.
از سپتامبر ۱۹۹۵، این دادگاه شامل سه قاضی و شش قاضی موقت است. آنها توسط سه عضو معرفی می‌شوند و به‌طور مشترک از طریق توافق‌نامه مشترک توسط دولت خود منصوب می‌شوند.

## نکات کلی
طبق توافق‌نامه EEA از ۲ مه ۱۹۹۲، کشورهای EFTA که در توافق‌نامه شرکت می‌کنند، یک دادگاه تشکیل می‌دهند. با انعقاد «توافق‌نامه نظارت و دادگاه» (SCA)، پیشین، این تعهد به عمل آمد. دادگاه در ابتدا برای هفت کشور اتریش، فنلاند، ایسلند، لیختن اشتاین، نروژ، سوئد و سوئیس طراحی شده بود. در ۱ ژانویه ۱۹۹۴، پس از لازم‌الاجرا شدن موافقت نامه، دادگاه EFTA وظایف خود را با پنج قاضی برگزیده شده توسط اتریش، فنلاند، ایسلند، نروژ و سوئد انجام داد. سوئیس به دلیل همه‌پرسی منفی نتوانست توافق‌نامه را تصویب کند. لیختن اشتاین عضویت را به تعویق انداخت در سال ۱۹۹۵، اتریش، فنلاند و سوئد EFTA را ترک کردند و به اتحادیه اروپا پیوستند. از سپتامبر ۱۹۹۵، دادگاه متشکل از سه قاضی و شش قاضی موقت است که توسط ایسلند، لیختن اشتاین و نروژ معرفی شده‌اند و توسط دولت آنها توسط توافق مشترک منصوب شده‌اند.

## سازمان
دیوان عدالت کشورهای انجمن تجارت آزاد اروپا یک نهاد قضایی مستقل است که تحت نظارت «توافق نظارت و نظارت» (SCA) برای اطمینان از نظارت قضایی در کشورهای EEA / EFTA تأسیس شده‌است. این کار پس از لازم‌الاجرا شدن موافقت نامه EEA در تاریخ ۱ ژانویه ۱۹۹۴ آغاز به کار کرد، و اساساً بر اساس نسخه ۱۹۹۴ دادگاه عدالت اروپا الگوبرداری شده‌است. تفاوت اصلی این است که دادستان کل ندارد.

## قضات
دیوان عدالت کشورهای انجمن تجارت آزاد اروپا شامل ۳ قاضی دائم است. هر کشور EEA / EFTA حق دارد یک نامزد را برای این مقام معرفی کند. قضات با توافق مشترک دولتهای کشورهای EEA / EFTA برای مدت شش سال قابل تمدید منصوب می‌شوند. قضات از بین افرادی انتخاب می‌شوند که استقلال آنها بدون شک است و صلاحیت‌های لازم برای انتصاب به بالاترین دفاتر دادگستری در کشورهای مربوطه را دارند یا نظریه‌پرداز حقوق شناخته شده هستند. شش قاضی موقت نیز انتخاب می‌شوند. اگر قاضی عادی از مشارکت در یک پرونده به دلیل تعصب یا بیماری جلوگیری کند، از یکی از شش قاضی موقت خواسته می‌شود که بنشیند.

## ثبت
دادگاه ثبت نام برای یک دوره سه ساله تعیین می‌کند، پس از آن ممکن است مجدداً انتخاب شود. منشی در امور دادرسی به دیوان کمک می‌کند و رئیس ستاد است. وی مسئولیت ثبت و همچنین دریافت ، انتقال اسناد و مطالبات را بر عهده دارد. ثبت نیز مسئولیت بایگانی و نشریات دیوان، مدیریت دیوان، مدیریت مالی و حسابهای آن را بر عهده دارد. ثبت کننده از قضات در وظایف رسمی و نمایندگی خود پشتیبانی می‌کند. عملکرد دادگاه به دست مقامات و سایر خدمتگزارانی است که به عهده رئیس ثبت به عهده رئیس هستند. دادگاه زیرساخت‌ها و بودجه خود را اداره می‌کند.

## صلاحیت قضایی
اساسنامه دیوان عدالت کشورهای انجمن تجارت آزاد اروپا و آیین دادرسی آن بر اساس آئین‌نامه دادگستری اروپا الگوبرداری شده‌است. افراد و اپراتورهای اقتصادی دسترسی گسترده‌ای به دیوان دارند.